# Coalition Avenir Québec
Die Coalition Avenir Québec (CAQ) ist eine politische Partei in der kanadischen Provinz Québec. Nach der letzten Wahl am 3. Oktober 2022 ist sie mit 90 von 125 Sitzen in der Nationalversammlung von Québec vertreten und regiert mit der absoluten Mehrheit. Der Parteivorsitzende François Legault ist Premierminister. Im politischen Spektrum steht sie etwas rechts der Mitte, wobei sie in der Wirtschaftspolitik konservative und in der Sozialpolitik liberale Positionen vertritt. Sie unterstützt die Unabhängigkeit Québecs nicht, tritt aber für mehr Autonomie der Provinz ein.

## Geschichte
François Legault, ein früherer Bildungs- und Gesundheitsminister der separatistischen Parti Québécois (PQ), und der Unternehmer Charles Sirois kündigten im Februar 2011 die Gründung einer Bewegung an, die den Namen Coalition pour l’avenir du Québec („Koalition für die Zukunft Québecs“) tragen sollte. Im November 2011 erfolgte die Parteigründung unter der leicht geänderten Bezeichnung Coalition Avenir Québec. Einen Monat später gab die CAQ die bevorstehende Fusion mit der Action démocratique du Québec (ADQ) bekannt, unter Vorbehalt der Zustimmung der ADQ-Parteimitglieder. Je zwei Abgeordnete der PQ und der ADQ, die aus ihren Parteien ausgetreten und somit fraktionslos geworden waren, gaben daraufhin ihren Beitritt zur CAQ bekannt. Im Januar 2013 folgte ihnen ein weiterer PQ-Abgeordneter, womit die Partei zwei Monate nach ihrer Gründung mit fünf Abgeordneten in der Nationalversammlung vertreten war.
Nach Auszählung aller per Post eingegangenen Stimmen befürworteten 70 % der ADQ-Mitglieder die Auflösung ihrer Partei und den Zusammenschluss mit der CAQ. Aufgrund dieses Ergebnisses schlossen sich am 21. Januar 2012 die vier verbliebenen ADQ-Abgeordneten ebenfalls der neuen Partei an, deren Parlamentsfraktion nun neun Mitglieder zählte. Bei den Wahlen am 4. September 2012 erhielt die CAQ 27 % der Stimmen und 19 von 125 Sitzen, womit sie sich als drittstärkste politische Kraft in Québec etablieren konnte. 19 Monate später, bei den vorgezogenen Neuwahlen am 7. April 2014 verlor die CAQ zwar rund vier Prozent, legte aber dennoch drei Sitze zu. Bei den Wahlen am 1. Oktober 2018 steigerte sie ihren Stimmenanteil auf 37,42 % und errang mit 74 Sitzen die absolute Mehrheit.

## Wahlergebnisse
| Wahl | Sitze total | Kandi- daten | Gew. Sitze | Stimmen   | Anteil  |
| ---- | ----------- | ------------ | ---------- | --------- | ------- |
| 2012 | 125         | 125          | 19         | 1.180.235 | 27,05 % |
| 2014 | 125         | 122          | 22         | 975.781   | 23,16 % |
| 2018 | 125         | 125          | 74         | 1.509.427 | 37,42 % |
| 2022 | 125         | 125          | 90         | 1.685.573 | 40,98 % |